# Керес (Княжпогостский район)
Керес (коми Керӧс) — деревня в Княжпогостском районе Республики Коми России. Входит в состав городского поселения Емва.

## География
Деревня находится в западной части Республики Коми, в пределах Вычегодско-Мезенской равнины, на левом берегу реки Выми, на расстоянии примерно 11 километров (по прямой) к северу от города Емвы, административного центра района.
Климат
Климат характеризуется как умеренно континентальный, с продолжительной умеренно морозной многоснежной зимой и коротким прохладным летом. Среднегодовая температура воздуха составляет −0,6 °С. Средняя температура воздуха самого тёплого месяца (июля) составляет 15,6 °C; самого холодного (января) — −16,2 °C. Среднегодовое количество атмосферных осадков составляет 608 мм.
Часовой пояс
Керес, как и вся Республика Коми, находится в часовой зоне МСК (московское время). Смещение применяемого времени относительно UTC составляет +3:00.

## Население
| 2010 |
| ---- |
| 0    |